# Tetanorhynchus smithi
Tetanorhynchus smithi är en insektsart som beskrevs av Rehn, J.A.G. 1904. Tetanorhynchus smithi ingår i släktet Tetanorhynchus och familjen Proscopiidae. Inga underarter finns listade i Catalogue of Life.